# 女生节

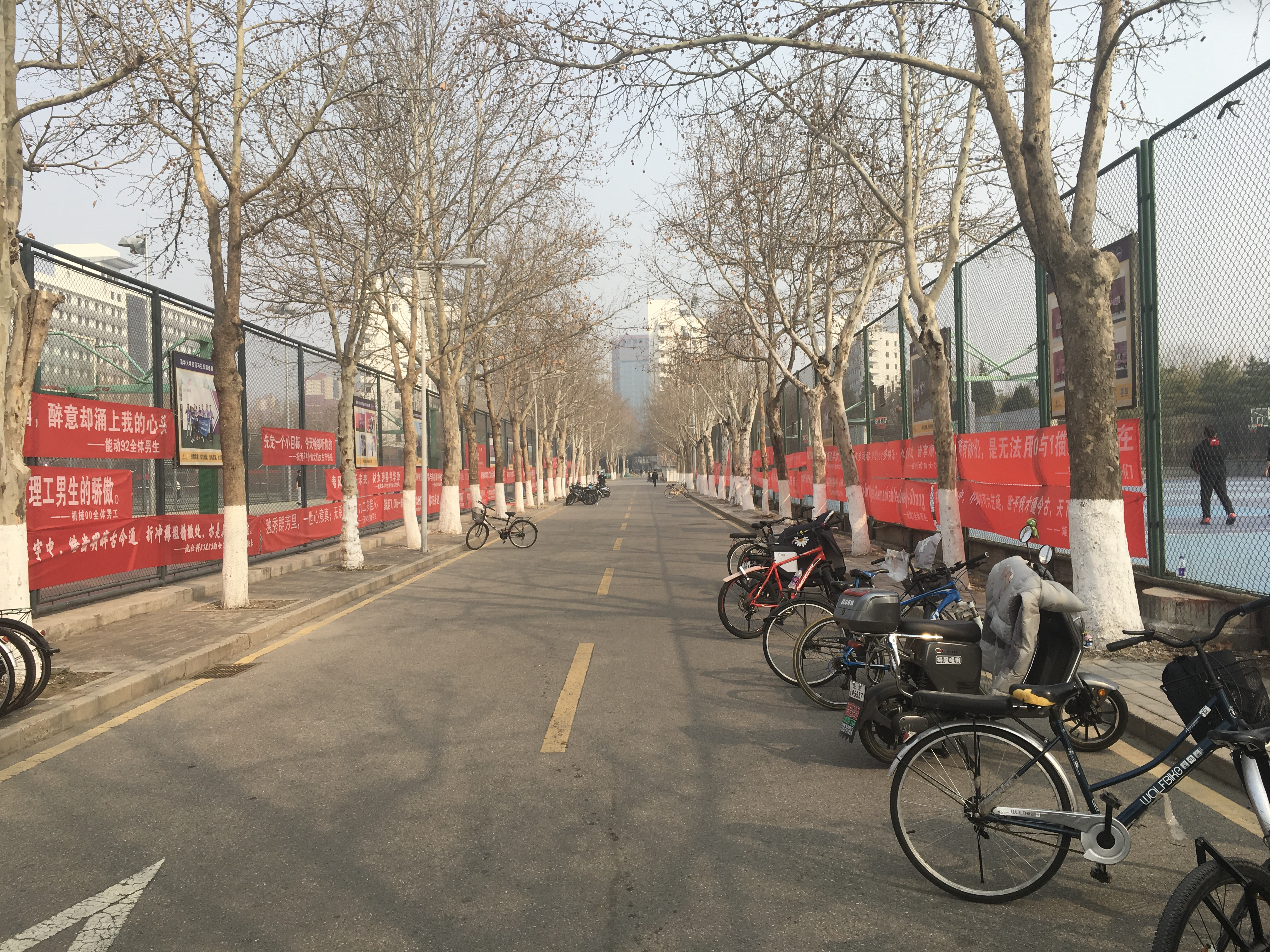
2021年清華大學女生節

女生节，是中國大陸的一個校園節日。大部分学校将日期定在国际妇女节前一天的3月7日。一般认为於20世纪末从中国大学中发展而成，21世紀初逐渐在全国形成浓厚氛围。但是，进入21世纪20年代后，随着中国大陆的经济增长放缓，且复现上世纪80-90年代日本社会的男女对立现象，女生节的商業化也為其引來了大量質疑。

## 历史
女生节的起源极富争议，早在20世纪末便在中国各高校中流行，有多个高校为女生节起源地的说法。一是广东工业大学的前身广东工学院在1991年开始举办的活动，定于每年11月的第三个星期。
二是1986年3月7日，山东大学文学与新闻传播学院和经济学院在山东大学东校区科学会堂举办的“女生节联欢晚会”，各大媒体对女生节做了“详尽的跟踪报道”。1986年的活动，被称为第一届女生节，并指“此后经媒体报道，女生节逐渐在中国各大院校内蔓延。”但1986年起源于山东大学的说法，与文学与新闻传播学院、经济学院的建院时间相矛盾。或说此事發生在90年代初。
三是，与厦门大学相关的起源传说中，指厦门大学女生为与大龄、已婚女性区分，选定妇女节的前一天为女生节。进入21世纪，女生节经过全中國大陸的各級高校学生会或民间的引进，女生节在高校中逐渐风靡。另外，在十月下旬各大高校也会举办“女生节”帮助学生在光棍节前脱单。
2010年代，微博開始流行以後，其中的精彩创意，往往热闹非凡，很多活动的照片被上传到网络上并通过微博等媒介广为流传，使得节日的人气愈加旺盛。2011年，清华大学和北京大学的学生在校园内悬挂的女生节条幅由于妙语连珠在网络上走红，此後女生节开始走出校园，进而成为全社会的一个节日。
在新聞媒體的报道中，這個節日的宗旨是关爱女生，展现女生的风采。期间通常会由学生会或者学生自发组织进行包括聚会，讲座，向女生赠送礼物，唱情歌，灯光组字，悬挂横幅，提供“呵护”女生服务等种种活动。
隨著中國年輕女性購買力的不斷提升，女生节被商家，特别是电商所青睐，成为一个针对女性进行营销的节日，有大数据报告指女生节比妇女节更具消费潜力。部分商家甚至推动“女生节取代妇女节”。2016年，百度糯米籌備該平台第三届3.7女生节时，于3月3日播放藝人范湉湉呼吁女生节取代妇女节的视频，引起輿論關注。

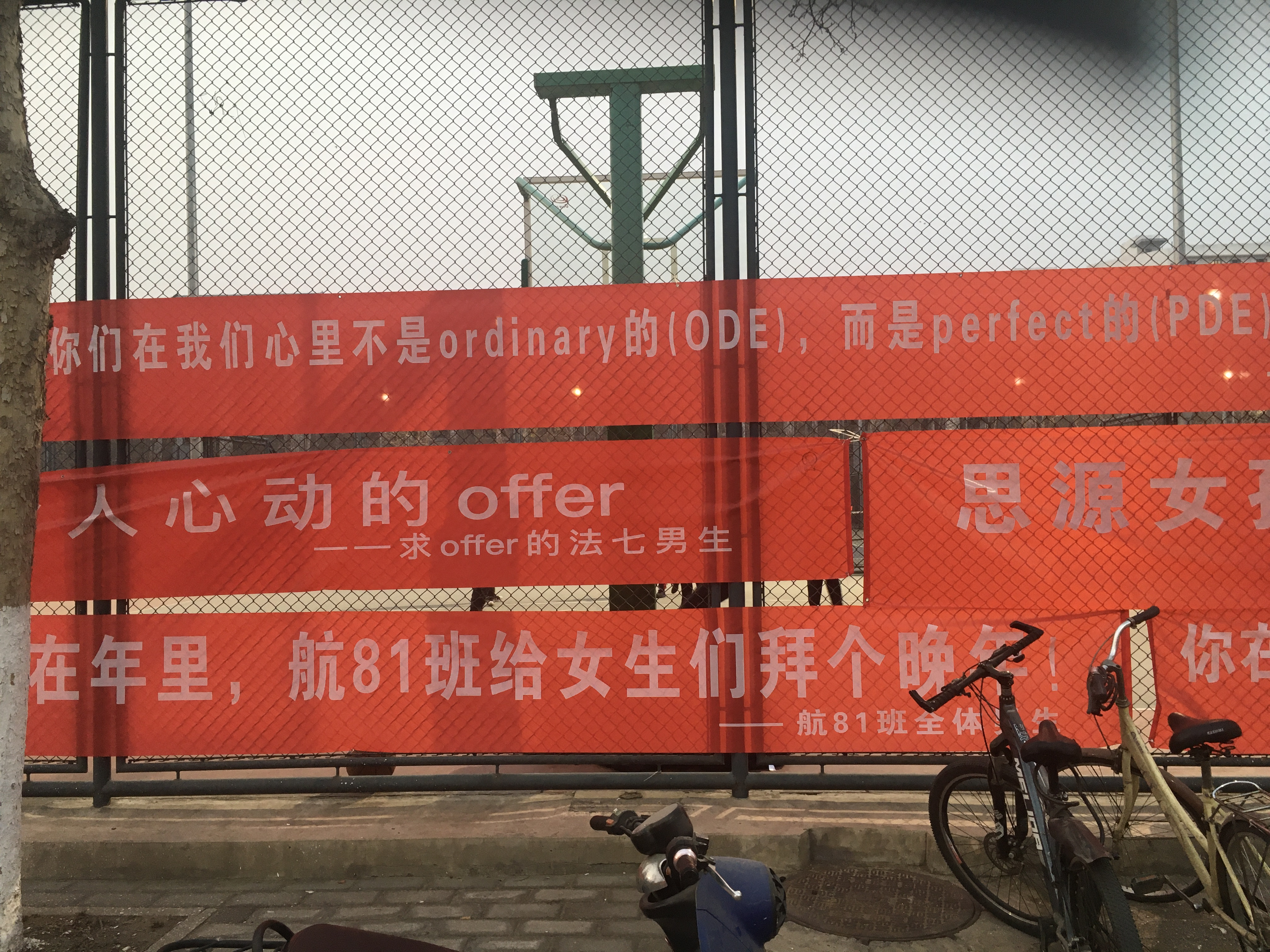
清華大學女生節條幅

## 評論
2010年，南京师范大学金陵女子学院教授金一虹接受采访时，表示女生节“是值得支持和提倡的一件事情”，金一虹表示，大多数女生对此一节日表示欢迎，“是一个符合大学生朋友心理，体现大学生向善、向美、向上的有创意的好节日，值得受到推广。”
中国人民大学舆论研究所所长喻国明教授表示，相比于随着网络时代的到来和深入而渐渐变味的“妇女”二字，消费者和传播受众更容易接受“女生”这一称呼，因为女生节的说法更契合现代人的情感。
2016年，复旦大学社会发展与公共政策学院副教授沈奕斐撰文指，从妇女节到女生节，背后是通过年龄、容貌、性、生育等条件把女性分为三六九等，在分等的过程中形成了隐性歧视，即年轻漂亮的“女生”被放在了等级最高的位置。
媒体人孔德淇表示，商家利用节日鼓吹女性消费，“应该警惕的是消费主义对女生节的劫持，而非女生节本身”。

## 备注
1. ↑  山东大学文学院网站提及[6]，1950年代改文学院为中文系。1996年8月，以中文系为主体，设立文学院。2000年7月，重新组建山东大学，文学院更名为文学与新闻传播学院。2016年9月，成立新的文学院。
2. ↑  山东大学经济学院网站提及[7]，1980年政治经济学系改为经济系。1987年，在经济系和管理科学系基础上成立经济与管理学院。1988年，成立经济学院。